# Hydraecia subrufa
Hydraecia subrufa là một loài bướm đêm trong họ Noctuidae.